# Equipe Matra Sports
Equipe Matra Sports fue un equipo francés de Fórmula 1 entre 1967 y 1972 y de carreras de turismos entre 1966 y 1978. Matra entró en Fórmula 1 en 1968; Jackie Stewart logró el Campeonato del Mundo en 1969 al volante de un Matra semioficial con motor Cosworth, con la asociación del equipo Tyrrell, cuyo asociado ya había trabajado en Fórmula 2. Derivada de la empresa aeronáutica, militar y civil Mécanique Avión Traction.
La empresa también alcanzó éxitos en carreras de resistencia, con coches impulsados por su propio motor V12. El Matra 670 ganó las 24 Horas de Le Mans en 1972, 1973 y 1974.

## Pilotos de Matra en Fórmula 1
- Jackie Stewart (1968-1969): 25 GP, 11 victorias, campeón mundial en 1969
- Jean-Pierre Beltoise (1967-1971): 47 GP
- Chris Amon (1971-1972): 23 GP
- Henri Pescarolo (1968, 1970): 15 GP
- Johnny Servoz-Gavin (1967 - 1970): 10 GP

## Historia

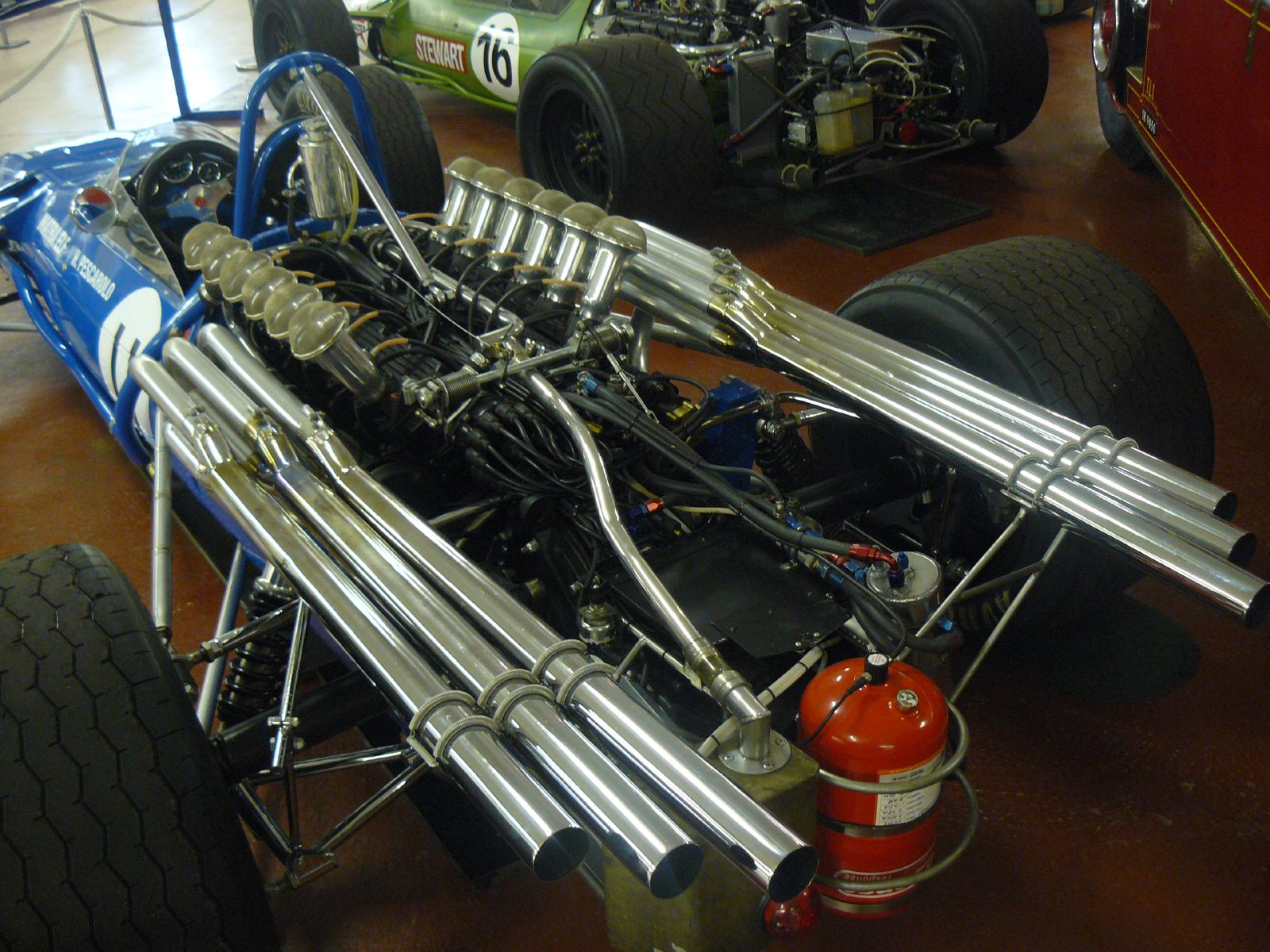
Matra MS11 con motor V12 modelo de 1968

Matra fue durante un tiempo el único fabricante francés que ha logrado obtener el primer reconocimiento mundial en la Fórmula 1, algo en lo que posteriormente se le uniría la escudería Renault F1.
En los años 60, con su piloto titular de Matra, Jean-Luc Lagardère, Matra había decidido entrar en los deportes y empezó a construir coches de Fórmula 3. Luego, para 1966, Matra incursionaría en la F2, con una escuadra y jefes de la organización Matra, y asociándose también con el equipo de Ken Tyrrell en la categoría. Jean-Pierre Beltoise ganó la primera carrera para Matra en el Alemania. En 1967, Matra después fue a correr la Carrera de Campeones, una carrera de F1 no puntuable que era fuera del campeonato, pero Schlesser y Beltoise y no la disputaron.
Esa misma temporada, Matra hizo su aparición en el Campeonato Mundial de la Fórmula 1. Jean-Pierre Beltoise terminó cerca de los puntos de dos veces en los EE. UU. y México. En F2, el Matra conseguiría 6 victorias, 3 para el piloto belga Jacky Ickx, quién ganaría el título. En 1968, con la asociación con el equipo Tyrrell, llega a la F1, con el piloto Jackie Stewart en un Matra MS10. obtuvo su primera victoria para la marca en la F1 en el GP de Holanda, luego en el Alemania y repitiendo en los EE. UU.. Con Beltoise y Servoz-Gavin terminarían segundo en cada carrera. En F2, respectivamente, Beltoise y Pescarolo terminaron campeón y subcampeón, Beltoise ganó 5 carreras.

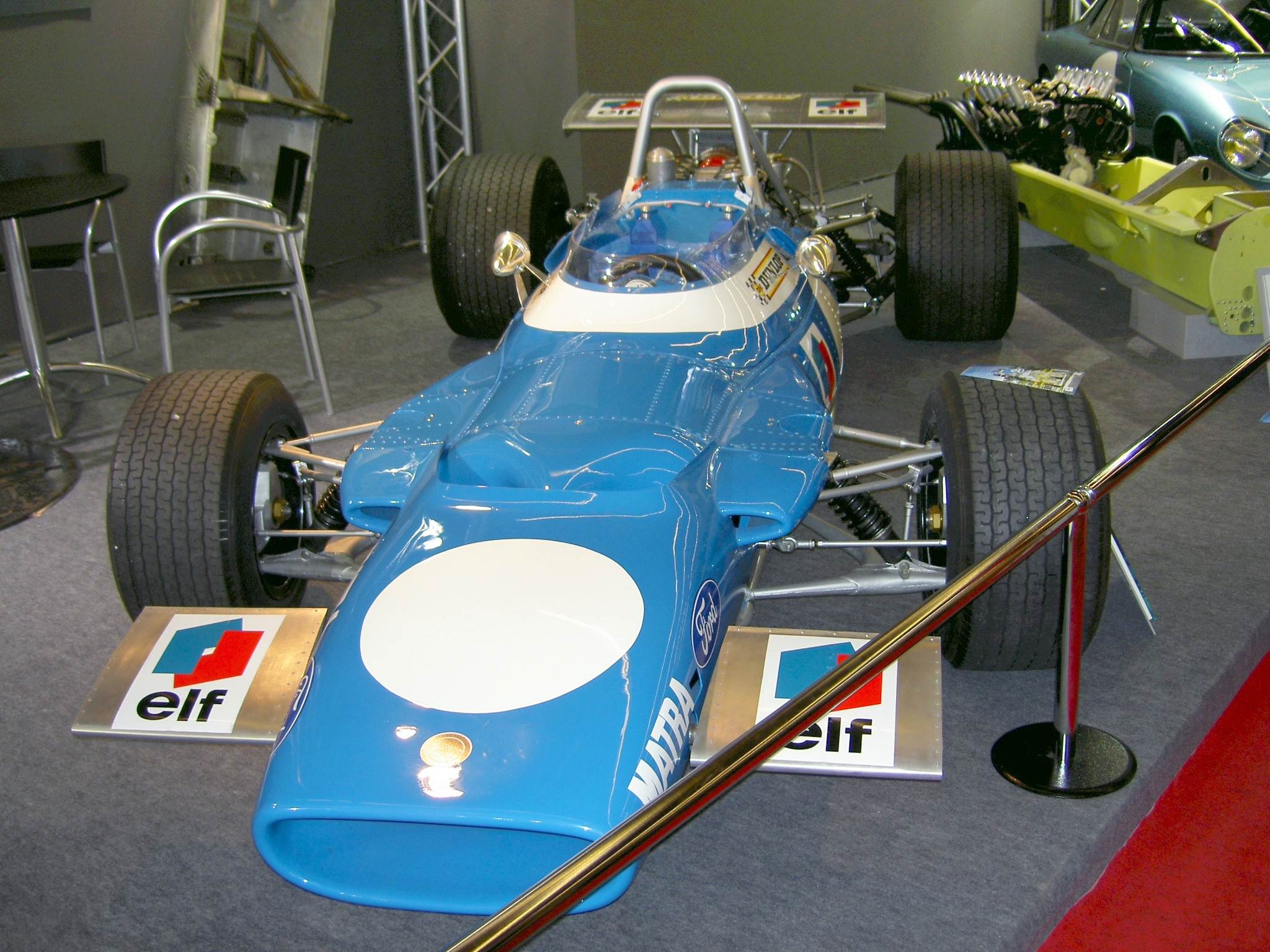
El Matra MS80, Ganador del campeonato de pilotos y de Constructores en 1969

Y en 1969, Jackie Stewart hizo una temporada increíble, que superaría a sus competidores, con seis victorias y su primer cetro mundial. Matra ganaría también su único campeonato de constructores. En la F2, obtendría un nuevo título europeo, gracias al piloto Johnny Servoz-Gavin, con 3 victorias. En 1970, Matra, luego que fuese comprada por Simca, decidió dotar a sus coches con motores Matra V12, en lugar los Ford Cosworth V8. Esto marcaría una ruptura con Jackie Stewart y Ken Tyrrell, que fabricaría su propio coche. Matra como equipo de carreras llevó entonces a sus propios pilotos al podio tres veces. Al mismo tiempo, el equipo comienza reducir sus operaciones en la F2.

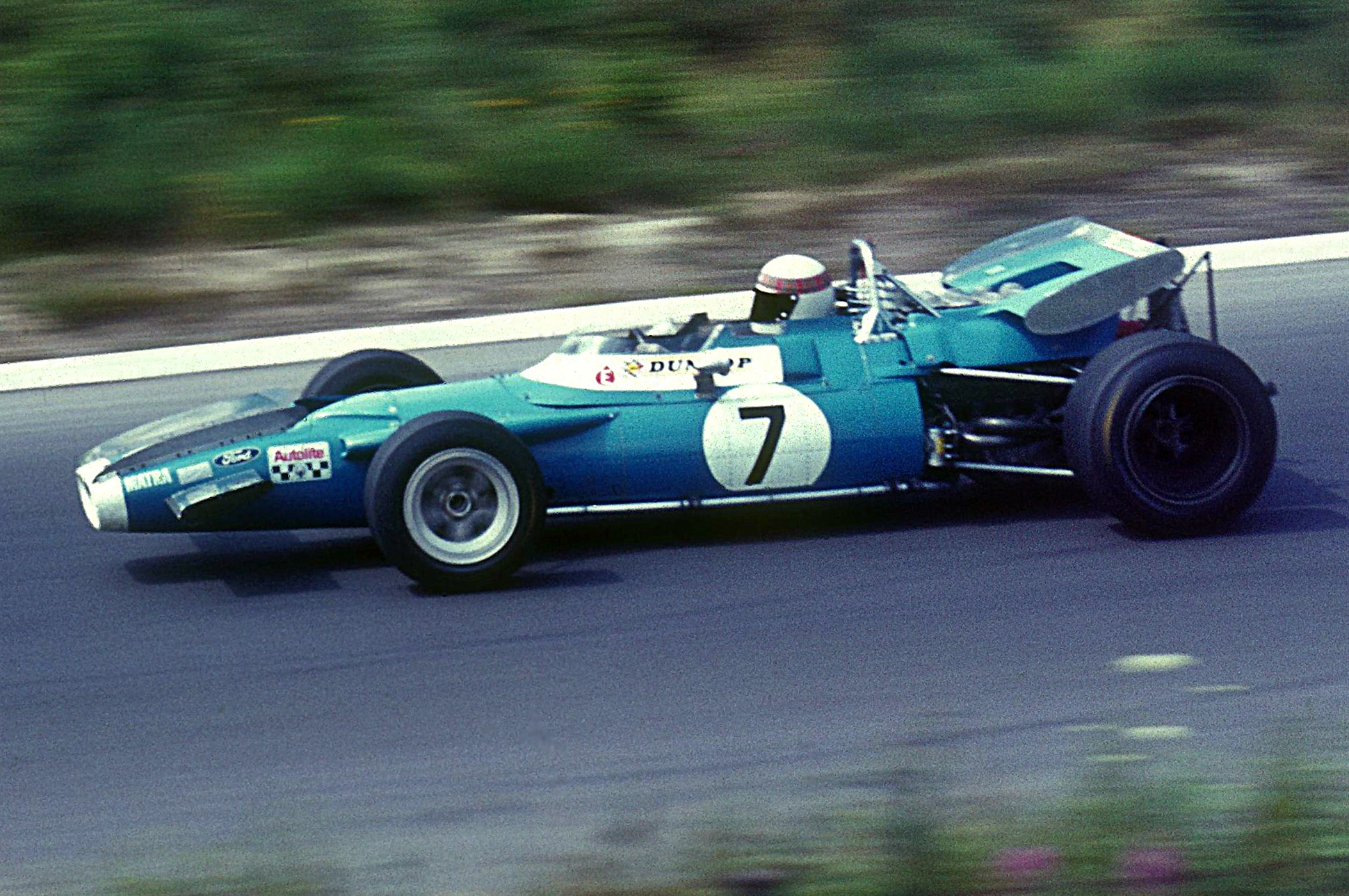
El Matra de Sir Jackie Stewart, Campeón Mundial con el equipo Matra y su asociado, Ken Tyrrell.

En 1971, alinearon sus coches a los pilotos Chris Amon y Jean-Pierre Beltoise, el piloto de Nueva Zelanda ganó el GP de Argentina que fue válida fuera del campeonato y fue tercero en el GP español. La temporada siguiente, Chris Amon ganaría la pole position en el Gran Premio de Francia, terminando en el 3.º lugar. Ese mismo año, Matra-Simca realizaría el doblete en las 24 Horas de Le Mans, en un equipo con los pilotos Henri Pescarolo y Graham Hill con la inclusión de la participación previa con el francés François Cevert y Howden Ganley. Al final de la temporada, Matra abandonaría la F1 para concentrarse en los coches deportivos de otras categorías.

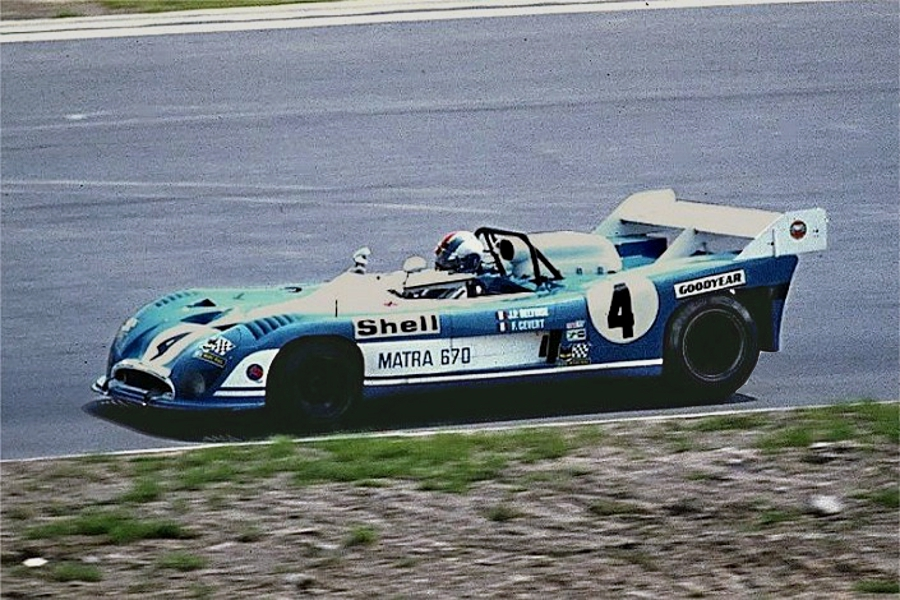
Victoria de Francois Cevert en Le Mans con el Matra/Simca 670.

## Victorias tras su salida en la F1 y su regreso como proveedor de motores
El equipo haría dos temporadas con coches deportivos Matra, con un éxito increíble. En la temporada de 1973 Matra ganaría 5 veces, incluyendo una victoria en las 24 Horas de Le Mans, gracias a los conductores Henri Pescarolo y Larrousse. Al final de la temporada, ganaría la corona indiscutible como fabricante Matra. La temporada 1974 sería aún mejor, con 9 victorias, una de ellas es la que se celebró en el Circuito de la Sarthe, siendo vencedores una vez más Pescarolo y Larrousse. Al final de la temporada, Matra decide abandonar los coches deportivos. Matra regresaría a la F1, como proveedor motores para el equipo Shadow en 1975 y Ligier entre 1976 y 1978 y luego en 1981 y 1982. Un período durante el cual Jacques Laffite obtuvo 3 victorias.
El 26 de febrero de 2003, Matra Automobile, afectada por problemas financieros, decidió cerrar sus fábricas. Poco después, el 14 de marzo, Jean-Luc Lagardere murió a la edad de 75 años.

## Palmarés
Los éxitos incluyen los obtenidos fuera de la Fórmula 1, como las carreras de coches deportivos:
- 334 carreras, en todas las categorías, que abarcan un período de 10 años.
- 124 victorias, 104 registros de vueltas.
- 1 Campeonato Mundial de Pilotos de Fórmula 1, Jackie Stewart, MS80 (1969).
- 1 Campeonato mundial de Constructores de Fórmula 1 Matra-Elf Internacional/Tyrrell Racing
- 5 Campeonatos Franceses de Fórmula Dos (1966-1967-1968-1969-1970)
- 3 Campeonatos Europeos de Fórmula Dos (1967-1968-1969)
- 3 Campeonatos de Franceses de Fórmula Tres (1965-1966-1967)
- Dos del Campeonato del Mundo de Marcas (1973-1974)
- 3 victorias en las 24 Horas de Le Mans (1972-1973-1974)
- Dos victorias en el Tour de Francia del Automóvil (1970-1971)

## Módelos

### Fórmula 1
- Matra MS5
- Matra MS7
- Matra MS9
- Matra MS10
- Matra MS11
- Matra MS80
- Matra MS84
- Matra MS120

### Otros
- Matra-Simca MS630
- Matra-Simca MS640
- Matra-Simca MS650
- Matra-Simca MS670